# Лопатин, Михаил Николаевич
Михаи́л Никола́евич Лопа́тин (1823—1900) — русский судебный деятель, публицист, сторонник реформ Александра II. Отец философа-спиритуалиста Л. М. Лопатина.

## Биография
Родился 16 (28) июня 1823 года. Происходил из старинного, но небогатого дворянского рода Тульской губернии. Древний представитель этого рода, Юрий Матвеевич, входил в число «избранной тысячи» дворян Ивана Грозного. Впоследствии Лопатины владели землями в Соловском уезде, в бассейне реки Соловы, и исполняли различные военные и гражданские службы.
Жизнь Михаила Николаевича Лопатина была тесно связана с Москвой. Поступив на юридический факультет Московского университета, он в 1847 году окончил его со степенью кандидата и 8 апреля 1848 года поступил на государственную службу; первым местом его службы была контора Государственного коммерческого банка. В 1850 году он перешёл на службу в Московский Сенат, где последовательно занимал разные канцелярские должности вплоть до должности обер-секретаря VII департамента. В 1866 году, во время судебной реформы Александра II, он был назначен товарищем председателя Московского окружного суда, в 1870 году стал членом Московской судебной палаты, а в 1883 году — председателем одного из департаментов Московской судебной палаты.
С 1 января 1874 года имел чин действительного статского советника.
После долгих лет службы Лопатин вышел в отставку в чине тайного советника и кавалером орденов Св. Станислава 1-й и 2-й с императорской короной (1863) степеней, Св. Анны 1-й и 3-й (1879) степеней и Св. Владимира 2-й степени.
Наибольшую известность Лопатин приобрёл как судья. Будучи горячим сторонником судебной реформы Александра II, он активно проводил в жизнь принципы Судебных уставов 1864 года, включавших такие положения, как равенство всех перед законом, уважение к личности человека, состоящего под судом, судебная независимость, корпоративное устройство адвокатуры и участие в отправлении правосудия суда присяжных. Как судья, Лопатин отличался неизменной объективностью, спокойствием и вдумчивостью при рассмотрении дел. Он обнаруживал глубокое знание закона, добросовестно изучал всякое дело и не допускал постороннего влияния на суд. Букве закона он предпочитал его дух и нередко принимал решение, основываясь на его внутренней справедливости в ущерб формальному толкованию закона.
Помимо судебной, Лопатин был известен и своей литературной деятельностью. Его статьи, под псевдонимом М. Юрьин, появлялись в периодических изданиях и выходили в виде отдельных брошюр. Часть из них была посвящена вопросам судебной реформы, часть — широкому кругу общественно-политических вопросов. В своих статьях Лопатин, в частности, высказывался за освобождение крестьян с землёй, ратовал за сохранение крестьянской общины и критиковал английский конституционализм. В целом его воззрения были близки идеям славянофилов.

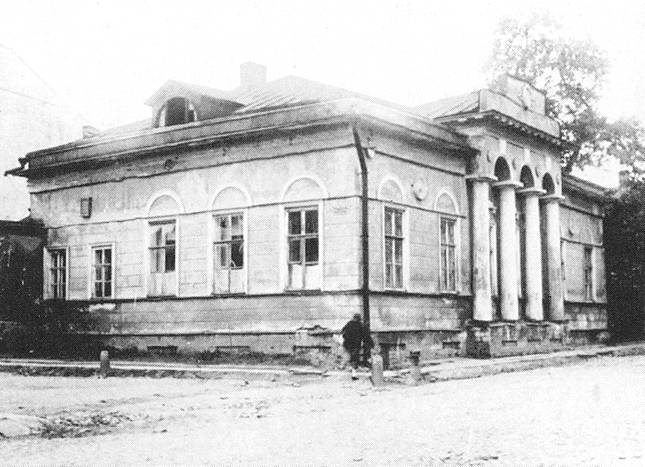
Дом Лопатина в Москве.

Лопатин поддерживал дружеские связи со многими выдающимися людьми своего времени. Дом Лопатина на углу Хрущёвского и Гагаринского переулков был известен своими «средами» — частными собраниями, на которые собирались судебные деятели, представители научной, театральной и литературной общественности. Здесь бывали такие люди, как И. С. Аксаков, С. М. Соловьёв, Д. Ф. Самарин, Ф. И. Тютчев, А. Ф. Писемский, С. А. Юрьев, Л. И. Поливанов, Н. П. Гиляров-Платонов, Л. Н. Толстой, А. А. Фет, А. И. Кошелёв, В. И. Герье, а впоследствии также В. О. Ключевский, М. С. Корелин, Ф. Е. Корш, В. С. Соловьёв, Н. Я. Грот, братья Е. Н. и С. Н. Трубецкие и многие другие. На этих вечерах обсуждались научные, философские и общественно-политические вопросы, зачитывались литературные произведения и даже делались театральные постановки. Дом Лопатиных был одним из самых популярных в дореволюционной Москве.
Вышел в отставку за год с небольшим до смерти — в чине тайного советника. Умер 6 (19) декабря 1900 года после продолжительной болезни. Похоронен с женой и сыновьями Николаем и Львом в Новодевичьем монастыре в Москве, у алтаря Смоленского собора.

## Отзывы
Сослуживец Лопатина, известный юрист Н. В. Давыдов писал: 

Судью от человека не отделишь: такое положение верно на каждом поприще, но оно особенно рельефно чувствуется в судейской сфере. Истинный судья, уважающий своё звание, должен быть чист не только в отправлении своих служебных обязанностей, но и в частной жизни. Судебную деятельность нельзя приравнять к какой-либо другой; судье приходится разрешать споры гражданского и уголовного характера, от решения которых часто зависит честь и благосостояние стоящих пред судом, а потому судья должен внушать уважение и доверие не только своими юридическими познаниям, умом и опытом, но и духовной стороной, самой жизнью своей. Подобно тому, как в служителе алтаря верующий желает видеть нравственного человека, правдивого, а не притворяющегося благочестивым, так и в судье общество жаждет видеть мужа добра и чести. И такого судью общество имело в лице М<ихаила> Н<иколаевича>, жизнь которого, прошедшая на глазах москвичей, была чиста и светла, как кристалл.— Н. В. Давыдов. Из прошлого.

## Семья
Женой Михаила Николаевича была Екатерина Львовна (урождённая Чебышёва; 1827—1910) — родная сестра известного математика П. Л. Чебышёва. Вырастили пятерых детей (шестой, Михаил, умер в детстве):
- Николай Михайлович Лопатин (1854—1897) — известный фольклорист, собиратель и издатель, вместе с В. П. Прокуниным, русских народных песен, автор сборников «Русские народные лирические песни» и «Полный народный песенник». У Николая был хороший голос, и его пение любил слушать Лев Толстой.
- Лев Михайлович Лопатин (1855—1920) — выдающийся русский философ-спиритуалист, создатель первой в России системы теоретической философии, профессор Московского университета, многолетний председатель Московского психологического общества, редактор журнала «Вопросы философии и психологии».
- Александр Михайлович Лопатин (1859—1934) — юрист, судебный деятель, действительный статский советник, автор детективных повестей, публиковавшийся под псевдонимом А. Алпатьин, член Общества русских драматических писателей, фотограф и художник.
- Владимир Михайлович Лопатин (1861—1935) — юрист, судебный деятель, действительный статский советник, впоследствии — выдающийся артист, игравший под псевдонимом В. Михайлов, снимавшийся в кино, актёр Московского художественного театра, затем МХАТа, заслуженный артист РСФСР, автор воспоминаний.
- Екатерина Михайловна Лопатина (1865—1935) — писательница, писавшая под псевдонимом К. Ельцова, автор романа «В чужом гнезде», рассказов и воспоминаний, член Никольской общины сестёр милосердия, после 1917 года в эмиграции, умерла в Париже[1].